# Diadegma dispar
Diadegma dispar är en stekelart som först beskrevs av Gmelin 1790.  Diadegma dispar ingår i släktet Diadegma och familjen brokparasitsteklar. Inga underarter finns listade i Catalogue of Life.